# Балка Середня
Ба́лка Сере́дня (рос. б. Средняя; Б. Средняя) — балка (річка) в Україні у Старобільському районі Луганської області. Ліва притока річки Айдару (басейн Азовського моря).

## Опис
Довжина балки приблизно 18,21 км, найкоротша відстань між витоком і гирлом — 16,72 км, коефіцієнт звивистості річки — 1,09. Формується декількома балками та загатами. На деяких ділянках балка пересихає.

## Розташування
Бере початок на північній стороні від села Новоомелькове в урочищі Новопопівка. Тече переважно на південний захід через південну половину села Половинкине і впадає у річку Айдар, ліву притоку Сіверського Дінця.

## Цікаві факти
- У пригирловій частині у селі Половинкине балку перетинає автошлях Н21(автомобільний шлях національного значення на території України, Старобільськ — Луганськ — Хрустальний — Макіївка — Донецьк. Проходить територією Луганської та Донецької областей.).
- У минулому столітті на балці існували артезіанські свердловини[1].